# Les Campbell
Les Campbell (sinh ngày 26 tháng 7 năm 1935, Wigan) là một cầu thủ bóng đá thi đấu ở vị trí tiền vệ chạy cánh trái ở Football League cho Preston North End, Blackpool và Tranmere Rovers.
Campbell khởi đầu sự nghiệp với Wigan Athletic, có 5 lần ra sân tại Lancashire Combination trước khi thi đấu chuyên nghiệp và gia nhập Preston North End năm 1953.